# Twistzz
Рассел Девід Кевін Ван Дулкен (нар. 14 листопада 1999), відоміший як Twistzz, є канадським професіональним Counter-Strike: Global Offensive гравцем команди Team Liquid. Раніше він грав у командах, таких як Team SoloMid, Misfits та Faze Clan. Twistzz був названий MVP ESL One New York 2018 та IEM Sydney 2019 за HLTV.

## Раннє життя
Twistzz народився 14 листoпада 1999 року. Він почав грати у відеоігри зі своїм татом і першою FPS грою була Quake. Після того, як його батько переїхав, Twistzz почав грати в ігри протягом більш тривалого періоду часу. Twistzz і його мама зрештою переїхали до її хлопця, і Twistzz почав грати Counter-Strike: Global Offensive (CS: GO). Хлопець його мами почав словесно ображати Twistzz, що зупинило його прогрес у CS: GO. У 2014 році його мама вирішила залишити свого хлопця, і Twistzz зміг досягти прогресу в CS:GO ще раз. Його мама підтримувала його гру в CS: GO, тому що завжди знала, де він перебуває.

## Кар'єра

### 2015
Twistzz приєднався до своєї першої професійної команди Tectonic у жовтні 2015 року. У грудні 2015 року Twistzz приєднався до SapphireKelownaDotCom разом із ветераном, ігровим лідером Кайлом «OCEAN» О'Браєном. SapphireKelownaDotCom були підписані AGG у лютому 2016 року. Навіть на цьому ранньому етапі люди почнуть бачити, що він перспективний новачок.

### 2016
У березні команда AGG опублікувала свій список, і Twistzz приєднався до команди KKona зі своїми колишніми товаришами по команді AGG на 1 тиждень, перш ніж отримати резервну пропозицію від своєї першої великої організації, Team SoloMid (TSM), разом із іншим ветеранським лідером у грі Шон Гарес. Зрештою, Twistzz був підписаний TSM на постійній основі.

### 2017
У січні, TSM випустив Twistzz разом зі своїми товаришами по команді Misfits Gaming щоб підібрати список. У квітні Twistzz приєднався до Team Liquid (Liquid) після відходу Джейкоба «Сутенера» Віннече. В Liquid, Twistzz і Liquid зайняли 2-е місце на двох великих подіях ESL One New York 2017 та ESG Tour Mykonos. У листопаді Twistzz та Liquid виграли Americas Minor Championship for ELEAGUE Boston 2017.

### 2018
У січні Twistzz та Liquid зайняли 14-е місце на ELEAGUE Major: Boston 2018, а їхній тренер Вілтон «zews» Прадо замінив Лукаса «steel» Лопеса через тодішні правила блокування складу команди. У лютому Twistz та Liquid обіграли Cloud9 у фіналі, щоб виграти cs_summit 2, що буде їхньою першою перемогою на подіях у 2018 році.
В квітні, Фінал для Twistzz та Liquid на ESL Pro League Season 7. Liquid продовжували займати 2-е місце проти Astralis на фіналі ECS Season 5 і ELEAGUE Season Premier 2018.
На другому мажорі 2018р, The FACEIT London Major, його виступ допоміг Liquid забезпечити 1 місце в стадії нового претендента з рахунком 3-0. Twistzz отримав рейтинг продуктивності 2,0 із 1,47 проти HellRaisers, у яких Liquid виграв 16-9, і ще більш вражаючий рейтинг продуктивності 2,0 із 1,54 проти Vega Squadron, у якому Liquid перемогли у овертаймі 19-17 на етапі нового претендента.
Переходячи на етап New Legends, Team Liquid вийде з рахунком 3-0, перемігши Winstrike, де Liquid виграли 16-7, Twistzz досяг свій найвражаючий рейтинг продуктивності 2,0 у турнірі 1,79. Після цього послідує перемога над NIP з рахунком 16-10, Twistzz отримає рейтинг продуктивності 2,0 який дорівнюватиме 1,44. Після цього Team Liquid переміг команду HLTV з рейтингом № 1 на той час, Astralis 19-15, Twistzz має тихий рейтинг продуктивності 2.0 дорівнюватиме 1.06.
Наступним етапом FACEIT London Major став Плей-офф. Liquid знову зіткнеться з HellRaisers, перемігши з рахунком 2-1, а пройшовши до півфіналу другого мейджору 2018 року. Liquid виступатиме проти Astralis у півфіналі, цього разу програвши 2- 0, виходячи з мейджору.
Після FACEIT London Major, Twistzz і Liquid посіли 2-е місце на ESL One New York 2018 (Twistzz отримав нагороду MVP), IEM Chicago 2018 та у фіналі 8 сезону ESL Pro League. Однак Liquid виграє SuperNova CS: GO Malta, яка має застереження щодо відсутності Astralis і не вважалася турніром високого рівня.

### 2019
У січні,HLTV назвав Twistzz 12-м найкращим професійним гравцем 2018 року. Liquid нарешті змогли перемогти свого суперника Astralis у фіналі best of 3 на турнірі iBUYPOWER Masters 2019. Team Liquid посідає 5-8 місце на мейджорі, програвши аутсайдерам ENCE у чвертьфіналі. У травні на IEM Sydney 2019 р, Liquid залишилася без поразок і забезпечила собі 1-е місце, а Twistzz виграв свою першу велику подію. Twistzz був визнаний кращим гравцем на цьому заході та мав середній рейтинг HLTV 1,25. В червні, Liquid виграла DreamHack Masters Dallas 2019 і ESL Pro League Season 9 Finals, перемігши своїх суперників Astralis у 1/8 фіналу. На ESL One Cologne 2019 Liquid виграла Intel Grand Slam вартістю 1 мільйон доларів на додаток до самого турніру. Незважаючи на те, що Team Liquid надходить у Starladder Berlin Major будучи великими фаворитами, вони вийшли з групового етапу з рахунком 3–2 і програли Astralis у чвертьфіналі.

### 2021
У січні, Twistzz приєднався до FaZe Clan, замінивши Kjaerbye⁠.

## Результати на турнірах

### 2018
- cs_summit 2 — 1 місце
- IEM Katowice 2018 — 3/4 місце
- ESL Pro League Season 7 Finals — 2 місце
- ECS Season 5 Finals — 2 місце
- ELEAGUE CS: GO Premier 2018 — 2 місце
- FACEIT London Major — 3/4 місце
- ESL One New York 2018 — 2 місце
- EPICENTER 2018 — 3/4 місце
- IEM Chicago 2018 — 2 місце
- SuperNova CS: GO Malta — 1 місце
- ESL Pro League Season 8 Finals — 2 місце

### 2019
- iBUYPOWER Masters 2019 — 1 місце
- IEM Sydney 2019 — 1 місце
- DreamHack Masters Dallas 2019 — 1 місце
- ESL Pro League Season 9 — 1 місце
- ESL One Cologne 2019 — 1 місце
- BLAST Pro Series Los Angeles 2019 — 1 місце
- IEM Chicago 2019 — 1 місце
- StarLadder Major: Berlin 2019 — 5-8 місце
- ESL One New-York 2019 — 3-4 місце
- DreamHack Masters Malmö 2019 — 9-12 місце